# Franz von Hipper
Franz Ritter von Hipper (13 de septiembre de 1863 - 25 de mayo de 1932) fue un almirante de la Marina Imperial alemana, a la que se unió en 1881 como oficial cadete. Comandó diversos buques torpederos y sirvió como oficial de guardia en varios barcos de guerra, como el yate del káiser Guillermo II de Alemania, el SMY Hohenzollern. Asimismo, comandó diversos cruceros del grupo de exploración antes de ser nombrado en octubre de 1913 comandante del I Grupo de Exploración de la Flota de Alta Mar, cargo que ocupó hasta 1918, cuando sucedió al almirante Reinhard Scheer como comandante de la Flota de Alta Mar.
Franz von Hipper es famoso por comandar los cruceros de batalla alemanes del I Grupo de Exploración durante la Primera Guerra Mundial, particularmente en la Batalla de Jutlandia en 1916. Durante la guerra Hipper lideró los cruceros de batalla que atacaron las costas inglesas. Su escuadra se enfrentó con otra de cruceros de batalla británicos en la Batalla del Banco Dogger en enero de 1915, donde fue hundido el crucero acorazado SMS Blücher. En la batalla de Jutlandia su buque insignia, el SMS Lützow, fue tan severamente dañado por los británicos que hubo de ser echado a pique por un submarino de su escolta.
Tras acabar la guerra en 1918 Franz von Hipper se retiró de la Marina Imperial con una pensión vitalicia. En un principio vivió bajo un alias y hubo de mudar su residencia en numerosas ocasiones durante la Revolución de Noviembre de 1918 en Alemania, tras lo que se instaló en Altona. A diferencia de su superior Reinhard Scheer, Hipper nunca publicó las memorias de su servicio durante la guerra. Franz von Hipper murió el 25 de mayo de 1932; cinco años después la Kriegsmarine botó el crucero pesado Admiral Hipper en homenaje al almirante.

## Infancia y juventud
Franz von Hipper era hijo de Anton y Anna Hipper y nació en Weilheim in Oberbayern, Baviera, a 64 km al sur de Múnich, un 13 de septiembre de 1863. Su padre, un tendero, murió cuando él contaba con tres años. A los cinco años ingresó en una escuela primaria católica de Múnich y con diez acudió al Gymnasium en la misma ciudad, en el que se graduó en 1879 con un Obersekunda, un diploma de estudios secundarios.
Tras terminar estos estudios, Hipper se registró como oficial voluntario en la reserva (Einjährig-Freiwilliger) del Ejército alemán. Tras un entrenamiento básico como oficial, Hipper ingresó en la marina. Fue a Kiel a realizar el Pressen, cursos diseñados para preparar a los oficiales para los exámenes de ingreso a la Marina Imperial, y en 1881, con 18 años, ya era oficial de la Marina Imperial alemana. Entre sus compañeros de promoción estaba Wilhelm Souchon, que sería comandante de la División del Mediterráneo de la Marina alemana durante la Primera Guerra Mundial.

## Carrera en la marina

### En tiempo de paz
Tras incorporarse a la Marina Alemana como cadete del mar en pruebas, sirvió en la fragata SMS Niobe desde abril a septiembre de 1881. Luego acudió a la Escuela Naval de Cadetes de Kiel desde septiembre de ese año a marzo de 1882, y tras la graduación acudió seis semanas a la Escuela de Artillería Básica en el buque de entrenamiento Mars, de abril a mayo de 1882. Tras el entrenamiento de artillería Hipper fue asignado al buque de entrenamiento Friedrich Carl para adiestramiento en el mar, destino que se prolongó de mayo a septiembre de 1882. Fue transferido a la corbeta a vapor Leipzig para un crucero alrededor del mundo que dio comienzo en octubre de 1882 y se completó dos años después, en octubre de 1884. Al pisar de nuevo Alemania Hipper retornó a Kiel a la Escuela de Oficiales Navales, de noviembre de 1884 a abril de 1885. El 24 de abril fue asignado como oficial de instrucción divisional y se le encargó el entrenamiento de reclutas para el Primer Batallón Naval, con base en Kiel. Aquí permaneció siete meses.
En octubre de 1885 Hipper pasó por la Escuela de Oficiales Ejecutivos en Kiel, que completó el 16 de diciembre. El 4 de enero de 1886 fue asignado como oficial de división en la Segunda División de Artillería Marinera, Artillería de Defensa Costera. En este puesto permaneció hasta el 3 de marzo de 1887, cuando fue destinado como oficial de guardia a bordo del Friedrich Carl. Aquí comenzó un período de tres años y medio en que sirvió como oficial de guardia en diversos buques, incluyendo las corbetas Stosch y Stein, la fragata blindada Friedrich der Grosse y el aviso Wacht. Hipper también asistió al Curso de Oficial de Torpedo en la corbeta Blücher de octubre de 1890 a enero del año siguiente. Entonces fue designado especialista torpedero y volvió al Friedrich der Grosse como oficial de torpedo en octubre de 1891. En abril de 1892 se unió a la tripulación del recientemente comisionado barco de defensa costera Beowulf, de nuevo como oficial de torpedo, aunque estuvo brevemente, pues fue reasignado como comandante de la compañía de la Segunda Unidad de Torpedos, basada en Wilhelmshaven, en octubre de 1892. Luego participó en una instrucción de buque torpedero de enero a febrero de 1893.
En 1894 y 1895 Hipper sirvió como oficial de guardia superior a bordo del nuevo acorazado Wörth, bajo el comando del príncipe Enrique de Prusia, donde fue ascendido a teniente y galardonado con la Medalla del Servicio de Defensa Nacional de Baviera, el 29 de agosto de 1895. En septiembre de ese año lo asignaron como oficial comandante de la Segunda División de Reserva de Buques Torpederos, cargo que mantuvo durante 21 meses en los que alternó el comando de cuatro barcos de las unidades activas y de reserva de su división. En junio de 1897 Hipper participó en un crucero de 17 días de personal del Almirantazgo en el aviso Grille. A la vuelta del mismo, promocionó a comandante de la Segunda Flotilla de Reserva de Buques Torpederos, cargo que ocupó los siguientes quince meses.

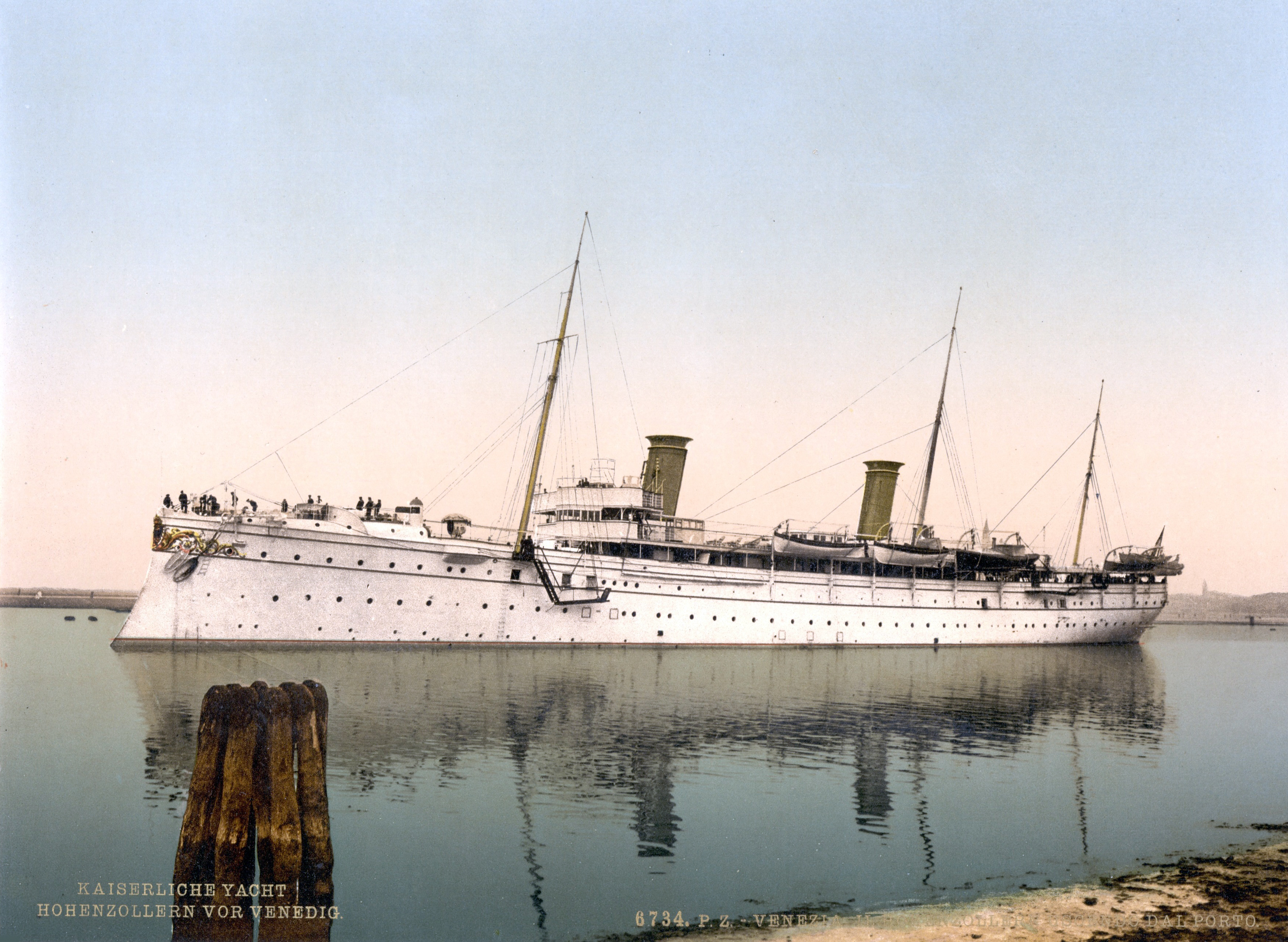
Yate imperial Hohenzollern. Sirviendo en este navío Franz von Hipper fue galardonado con la Orden Prusiana del Águila Roja, la Orden del Servicio Militar Bávaro y la Orden de San Estanislao, además de ser ascendido a capitán de corbeta.

El 1 de octubre de 1898 lo transfirieron como navegante al acorazado Kurfürst Friedrich Wilhelm, y once meses después, el 19 de septiembre de 1899, fue enviado al yate imperial Hohenzollern. Sirviendo en este buque Hipper estuvo presente en el viaje a Inglaterra en 1901 para el funeral de la Reina Victoria del Reino Unido y en el crucero a América al año siguiente. En este yate Hipper fue reconocido con numerosas medallas, incluyendo la Orden Prusiana del Águila Roja, la Orden del Servicio Militar Bávaro y la Orden de San Estanislao, concedida por el Zar Nicolás II de Rusia. Fue ascendido al rango de capitán de corbeta el 16 de junio de 1901.
Tras dejar el yate imperial Hipper fue asignado al comando de la Segunda Unidad de Torpederos, el 1 de octubre de 1902, y sirvió como tal tres años exactos. Su buque insignia en los primeros seis meses fue el nuevo crucero Niobe, antes de trasladar su bandera al gran buque torpedero D8, a cuyo mando fue reconocido con la Cruz Prusiana del Servicio Distinguido y la Orden de la Corona Real Prusiana. Fue ascendido al rango de comandante el 5 de abril. En enero de 1906 Hipper asistió diez días al Crucero Escuela de Artillería en el nuevo crucero acorazado Prinz Adalbert, y en abril del mismo participó en el Curso de Artillería de Acorazado desarrollado en el acorazado Schwaben. El 20 de abril recibió el comando del crucero ligero Leipzig, aunque este fue de corta duración, pues en septiembre el crucero partió con destino al Escuadrón de Asia Oriental y en ese mes Hipper fue transferido al comando del nuevo crucero acorazado Friedrich Carl, cargo que asumió el día 30. Bajo su liderazgo la tripulación del Friedrich Carl ganó el Premio del Káiser al mejor tiro de la flota en 1907. El almirante Hugo von Pohl declaró en un informe posterior:

Ha llevado el barco a un mayor grado de efectividad en combate, y el navío ha ganado el Premio del Káiser al buen disparo. Uno de los mejores capitanes que tenemos en los cruceros. Un buen ejemplo para sus oficiales. Recomendado para el mando de acorazados y para mayores comandos independientes.

El 6 de abril de 1907 Hipper fue promocionado a capitán, y en ese mismo año Nicolás II de Rusia lo premió de nuevo, en esta ocasión con la Orden de San Andrés en el transcurso de un encuentro con Guillermo II. Durante la ceremonia, Hipper se unió a Guillermo II como uno de sus «Capitanes Imperiales». El 6 de marzo de 1908 se puso al mando del nuevo crucero Gneisenau, aunque cuando este partió para el Escuadrón de Asia Oriental, Hipper también se quedó en Alemania para comandar la Primera División de Buques Torpederos, con base en Kiel. Aquí fue el responsable de entrenar más de la mitad de los buques torpederos de toda la Marina Imperial alemana en los tres años en que desempeñó el cargo, tras lo cual regresó al servicio en la flota.
El 1 de octubre de 1911 se encargó de dirigir el crucero acorazado Yorck, al tiempo que ejercía el cargo de jefe de gabinete del contralmirante Gustav von Bachmann, el Oficial Jefe adjunto de las Fuerzas de Reconocimiento. En enero de 1912 von Bachmann fue trasladado de su puesto y el día 26 Franz Hipper le sucedió como segundo comandante. Al día siguiente fue ascendido al rango de contralmirante. Tras servir como comandante adjunto durante año y medio, Hipper sucedió de nuevo al almirante von Bachmann, que fue nombrado Jefe de la Estación del Báltico. Hipper asumió el cargo de oficial comandante del I Grupo de Exploración el 1 de octubre de 1913. Erich Raeder fue nombrado subdirector de Hipper.

### Primera Guerra Mundial
Tras el estallido de la Primera Guerra Mundial en 1914, Franz von Hipper lideró sus cruceros de batalla en varios ataques contra ciudades costeras inglesas. El primer ataque tuvo lugar el 2 de noviembre de 1914, en el que Hipper contó con los cruceros de batalla SMS Moltke, SMS Von der Tann, SMS Seydlitz, su buque insignia, y el crucero acorazado SMS Blücher, además de cuatro cruceros ligeros. La flotilla arribó a Great Yarmouth al amanecer y bombardeó y minó su puerto. El submarino británico D5 intentó responder al ataque, pero chocó con una de las minas marinas plantadas y se hundió. Poco después Hipper ordenó regresar a aguas alemanas. En el camino, el grupo hubo de detenerse en la Bahía de Heligoland debido a una densa niebla que impedía divisar las aguas minadas, pero el crucero SMS Yorck incurrió en un error de navegación que le llevó a una zona minada por los propios alemanes y voló por los aires. Solo 127 de los 629 marineros que iban a bordo pudieron ser rescatados.
Una segunda operación fue llevada a cabo por Von Hipper los días 15 y 16 de diciembre de 1914, y esta vez tuvo como objetivos las ciudades costeras británicas de Scarborough, Hartlepool y Whitby. Para aquella acción las fuerzas de Hipper habían sido reforzadas por el nuevo crucero de batalla SMS Derfflinger. Doce horas después de la partida del I Grupo de Exploración de Hipper, la Flota de Alta Mar alemana, compuesta por catorce dreadnought, ocho pre-dreadnought, dos cruceros acorazados, siete cruceros ligeros y cincuenta y cuatro torpederos, partió para dar cobertura lejana a las operaciones de bombardeo de Gran Bretaña. La Marina Real Británica pudo interceptar y decodificar los mensajes de la flota alemana merced a la captura del crucero ligero germano SMS Magdeburg, y así supieron de la intención de bombardear Scarborough. El vicealmirante David Beatty, comandante de la 1.ª Escuadra de Cruceros de Batalla de la Royal Navy, salió con cuatro cruceros de batalla, auxiliados por seis dreadnought y varios cruceros para emboscar la flota de Hipper.
La noche del día 15 la principal flota alemana se encontró seis navíos británicos y el Almirante Friedrich von Ingenohl, pensando haberse topado con la Gran Flota inglesa, ordenó retirada. Hipper no se enteró de la decisión de su superior y prosiguió con el plan, bombardeando brevemente las tres localidades británicas. Para entonces la flota de Beatty estaba en condiciones de emboscarlo, pero los errores se señalización entre los navíos ingleses y el mal tiempo permitieron a Hipper sortear la trampa sin obstáculos. Por los daños causados a la población civil, la prensa británica lo bautizó como «baby killer».

#### La batalla del Banco Dogger

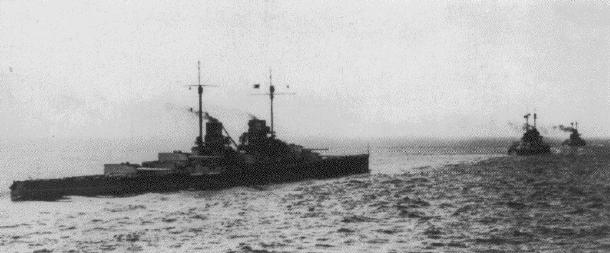
Los cruceros Derfflinger, Moltke y Seydlitz, columna vertebral del I Grupo de Reconocimiento de Hipper, en camino al Banco Dogger.

A inicios de 1915 el comando naval alemán supo que barcos británicos estaban llevando a cabo reconocimientos en el área del Banco Dogger. El almirante Von Ingenohl se mostró reacio a intentar atacarlos debido a que el I Grupo de Exploración estaba momentáneamente debilitada mientras el crucero SMS Von der Tann estaba en dique seco para tareas periódicas de mantenimiento. El contraalmirante Richard Eckermann, jefe del estado mayor de la Flota de Alta Mar, insistió en la operación, por lo que Ingenohl cedió y ordenó a Hipper emprender camino al Banco Dogger con su Grupo de Exploración. Pero una vez más, la interceptación de los mensajes alemanes por parte de los británicos jugaría un papel esencial en la acción naval. Los criptógrafos ingleses no tenían conocimiento exacto de la operación germana, pero sí dedujeron el movimiento de las fuerzas de Hipper hacia el Banco Dogger, y al vicealmirante Beatty le fue encomendada de nuevo la misión de interceptarlo.
A las 08:14 del día 24 de enero el crucero alemán SMS Kolberg divisó al crucero ligero Aurora y diversos destructores de la Fuerza Harwich, uno de los principales escuadrones de la Real Armada Británica, que se dirigía a dar soporte a la flota de Beatty. Hipper ordenó inmediatamente virar a sus cruceros hacia ellos cuando, casi al mismo tiempo, el SMS Stralsund pudo ver en lontananza, al noroeste de su posición, una gran columna de humo. Ello fue interpretado como una gran fuerza inglesa en dirección a la flota de Hipper, al hilo de lo cual el comandante dijo más tarde:

La presencia de una fuerza tan grande indicó la proximidad de otras secciones de la Marina Real, especialmente tras revelarse por las interceptaciones inalámbricas la proximidad del 2.º Escuadrón de Cruceros de Batalla… Ello fue también informado por el Blücher en la retaguardia de las líneas alemanas, donde había abierto fuego contra un crucero ligero y varios destructores que venían detrás. Los cruceros de batalla bajo mi mando se encontraban, en vista del predominante viento este-noreste, en posición de barlovento y en situación muy desfavorable desde el principio.

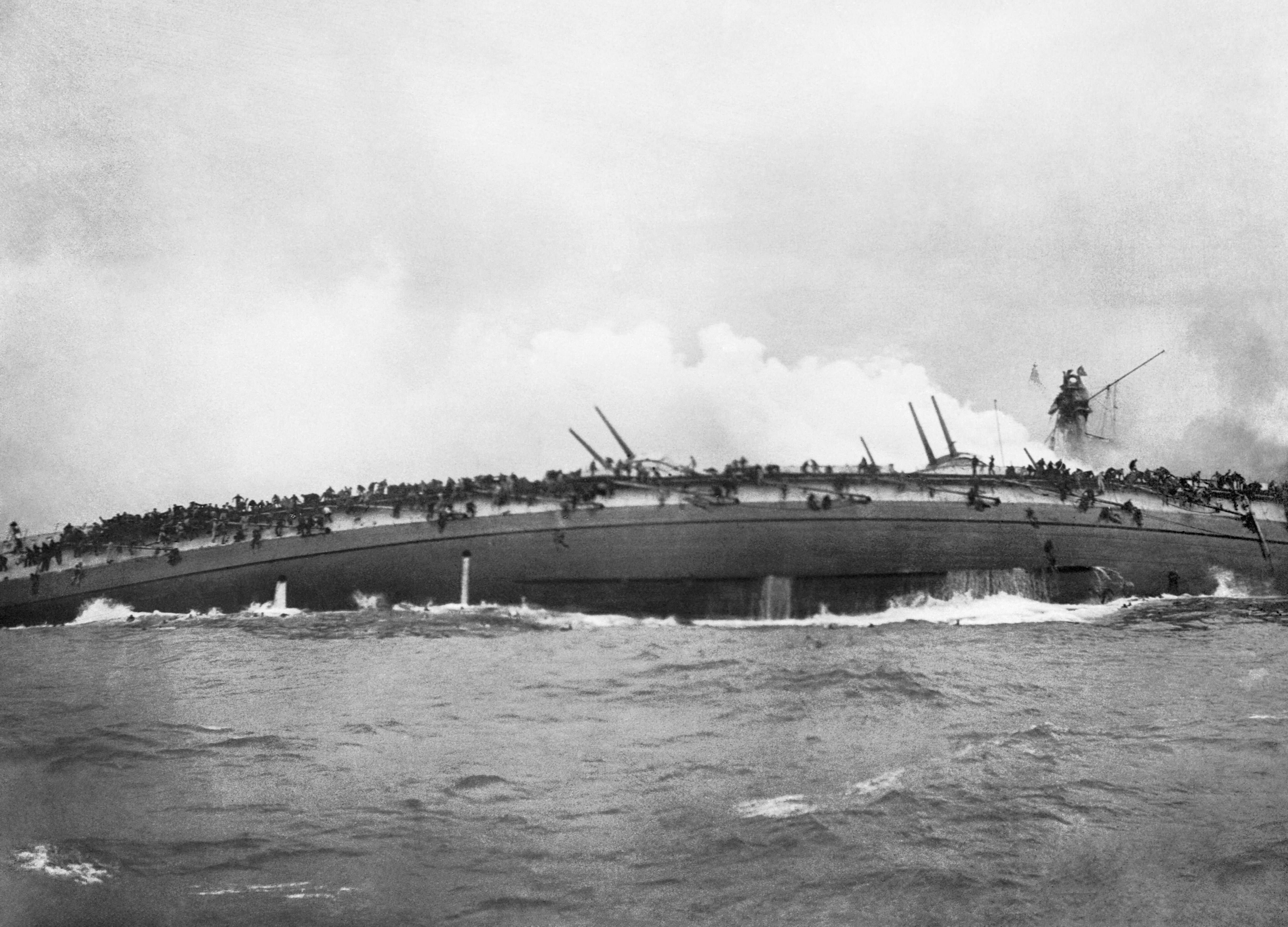
El Blücher completamente escorado mientras cientos de sus tripulantes se aferran al costado del crucero. Esta impresionante instantánea fue tomada desde la cubierta del crucero ligero británico HMS Arethusa, uno de los navíos que se acercaron al rescate de los náufragos y luego tuvo que retirarse por el ataque de un dirigible alemán.

Hipper viró inmediatamente hacia el sur, pero hubo de limitarse a navegar a 23 nudos, la velocidad máxima del SMS Blücher. Los británicos pudieron avanzar a 27 nudos, por lo que dieron alcance al SMS Blücher, que fue blanco de la mayoría de disparos ingleses en la primera parte de la batalla. El Seydlitz fue alcanzado en su castillo de proa a las 10:25 por el HMS Lion, con daños menores, pero a las 10:40 este le hizo blanco de nuevo con un proyectil de 343 mm que horadó la cubierta y penetró en la barbeta trasera. Para entonces el SMS Blücher había sido impactado por numerosos proyectiles pesados. La persecución acabó cuando los barcos británicos recibieron noticias de la presencia frente a ellos de submarinos U-boot alemanes y comenzaron maniobras de evasión, lo que permitió a los alemanes aumentar la distancia. Al tiempo, el HMS Lion, buque de Beatty, sufrió avería en su dinamo y redujo su velocidad a 15 nudos. El vicealmirante entonces ordenó a los cruceros restantes que «atacaran la retaguardia del enemigo», pero la transmisión errónea de la señal solo permitió orientar los disparos al SMS Blücher, permitiendo el escape de los navíos SMS Moltke, SMS Seydlitz y SMS Derfflinger.
La pérdida del SMS Blücher no fue achacada a Franz von Hipper, sino a su superior Von Ingenohl, que fue relegado de su cargo el 4 de febrero. Ese mismo día, Hipper se reunió con el Káiser para una inspección de la flota en Wilhelmshaven, y fue galardonado con la Cruz de Hierro. El 23 del mismo mes fue premiado con la Cruz Friedrich August de primera y segunda clase por el Gran Duque de Oldenburg. Solo tres días después Franz von Hipper fue informado que la calle principal de su localidad natal era nombrada Hipperstrasse en su honor.
Tras veinte meses comandando el I Grupo de Exploración de la Marina Imperial, en marzo de 1916 Hipper estaba fatigado por la tensión de las acciones de combate y esto le estaba pasando factura a su salud. Por ello, pidió una licencia por enfermedad y esta fue aprobada por el almirante Reinhard Scheer, quien, sin embargo, intentó que Hipper regresara antes de finalizar su licencia. Henning von Holtzendorff, jefe del estado mayor del Almirantazgo, se puso de parte de Hipper pues pensaba que su retorno en condiciones de enfermedad solo «hubiera dañado el liderazgo en la guerra». Mientras Hipper descansaba en el balneario de Bad Nenndorf, su segundo Friedrich Bödicker le sustituyó hasta su regreso el 12 de mayo de 1916, cuando izó su bandera en el nuevo crucero de batalla SMS Lützow.

#### La batalla de Jutlandia

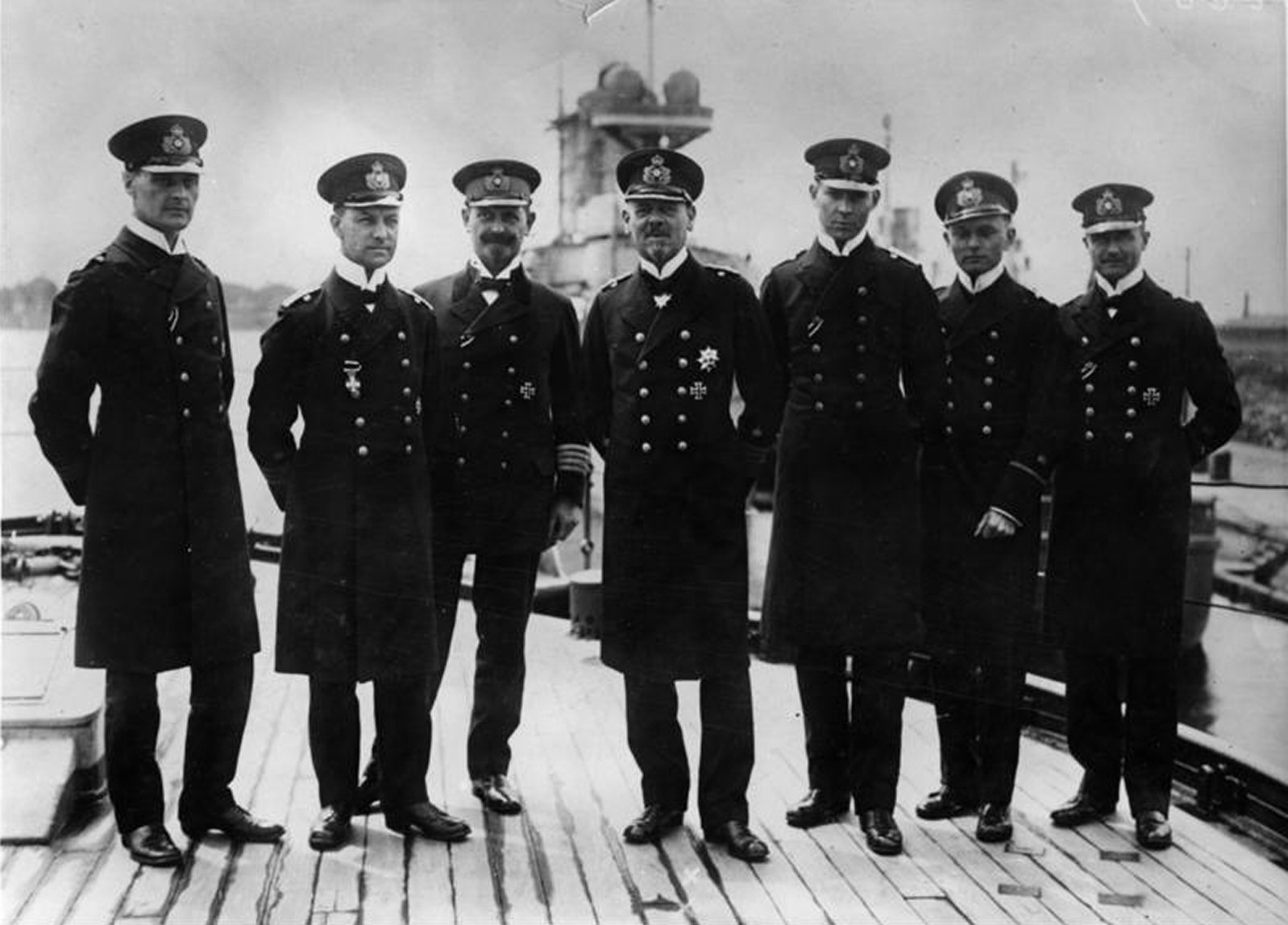
Franz von Hipper (centro) junto con sus oficiales en 1916. El segundo por la izquierda es Erich Raeder, futuro Großadmiral de la Kriegsmarine.

El almirante Scheer tenía planeada otra operación para atraer una parte de la Gran Flota británica para el 17 de mayo, pero el daño sufrido por el SMS Seydlitz el mes anterior en los bombardeos de Yarmouth y Lowestoft, junto con los problemas en otros buques del III Escuadrón de Batalla provocaron el retraso de la operación hasta el 31 de mayo. La mañana de ese día, el I Grupo de Reconocimiento, compuesto por los cruceros Lützow, Derfflinger, Seydlitz, Moltke, y Von der Tann, además de cinco cruceros ligeros y treinta botes torpederos, abandonaron el estuario del río Jade. Una hora y media después lo hicieron Scheer y la Flota de Batalla. Una vez más los británicos habían descifrado sus mensajes y estaban al tanto de sus planes, por lo que la noche anterior tenían lista la Gran Flota, que con un total de veintiocho dreadnoughts y nueve cruceros de batalla, partió para interceptar y aniquilar la Flota de Alta Mar alemana.
A las 16:00 se vieron las caras las dos flotas y comenzó el intercambio de fuego en el flanco sur, por donde debía aparecer la flota de Scheer. En estos primeros momentos del combate los barcos de Hipper consiguieron hundir los cruceros de batalla Indefatigable y Queen Mary, y al llegar la Flota de Alta Mar, el vicealmirante David Beatty viró al norte para atraer a los alemanes a la zona por la que llegaba rápidamente la Gran Flota, comandada por el almirante John Jellicoe. En este movimiento hacia el norte, la flota de Franz von Hipper continuó rodeando tanto los cruceros de batalla de Beatty como los navíos clase Queen Elizabeth del 5.º Escuadrón de Batalla.
A las 19:24 el 3.º Escuadrón de cruceros de batalla se había formado con los cruceros restantes de Beatty delante de la línea alemana. Los barcos que lideraban la flota inglesa vieron al Lützow y al Derfflinger y comenzaron a disparar sobre ellos. En tan solo ocho minutos, el Invincible consiguió alcanzar al Lützow con ocho proyectiles que dieron en su mayoría en la proa y causarían su posterior hundimiento. A cambio, tanto el Lützow como el Derfflinger concentraron su fuego sobre el Invincible, que a las 19:33 recibió de lleno la tercera andanada del Lützow en su torreta central, incendiándola y causando la desaparición de la nave en medio de brutales explosiones.

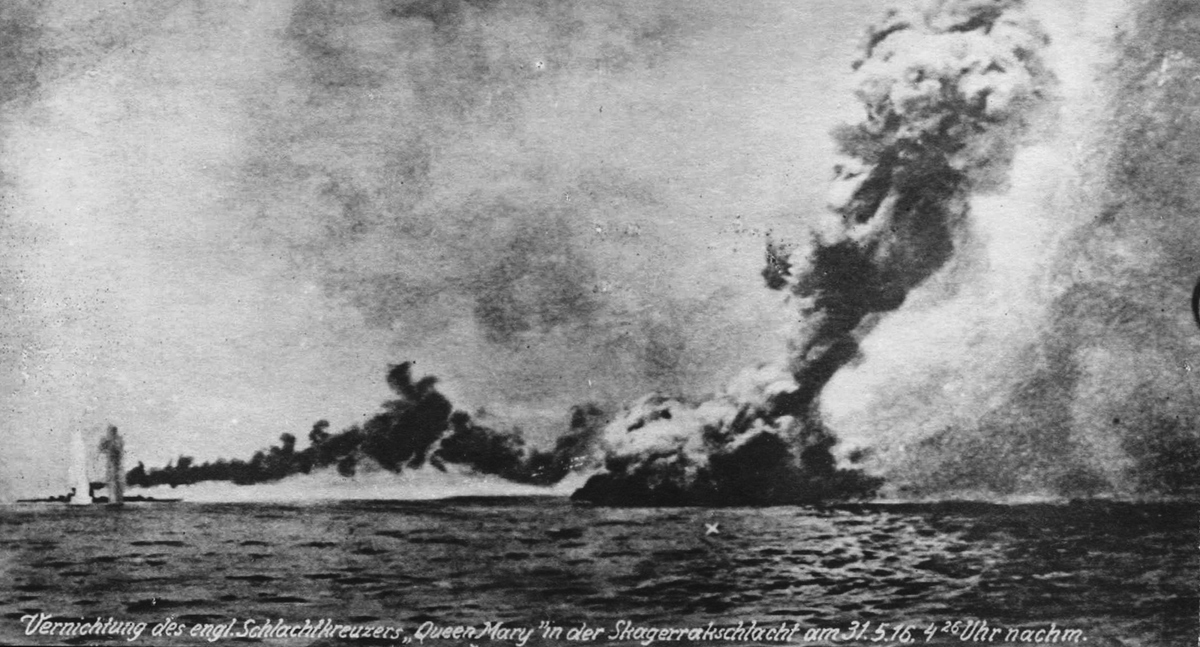
Explosión del crucero de batalla británico Queen Mary tras recibir varios proyectiles de los cruceros de batalla alemanes SMS Derfflinger y SMS Seydlitz.

A las 19:30 hizo su aparición la Gran Flota, que comenzó su despliegue en una posición que cruzaría la T de la formación de Scheer. Para evitarlo, el almirante alemán ordenó un giro de 16 puntos en dirección suroeste de su línea de formación. El Lützow, sin embargo, había perdido velocidad y no pudo mantener el ritmo, por lo que Hipper tuvo que ordenar la retirada de su nave insignia hacia el suroeste. Poco antes de la 20:00 el comodoro Michelson, a bordo del crucero Rostock, envió a los torpederos de la 1.ª Media Flotilla para ayudar a Hipper, quien junto a sus oficiales embarcó en el buque G39 para ser trasladado a otros cruceros de batalla. A las 19:55 Scheer había decidido girar la línea de su flota otros 16 puntos, pero esta maniobra puso al almirante en una posición complicada, pues Jellicoe había movido sus naves al sur y cruzado en T su formación. Un tercer giro de 16 puntos fue cubierto por los mermados cruceros de batalla de la flota de Hipper, que en esos momentos era dirigida desde el Derfflinger por el capitán Hartog a la espera de que aquel terminara su traslado de navío. Hipper comentó:

Tuve que encontrar otro buque insignia porque ya no podía ejercer el mando desde uno que había sido hecho pedazos… Se llamó a un buque torpedero y nos trasladamos bajo fuego intenso. Dirigí mi torpedero con la esperanza de encontrar un momento favorable para abordar alguno [de los otros cruceros de batalla]. Esa media hora que estuve bajo una lluvia de proyectiles y astillas a bordo del torpedero no será fácil de olvidar.

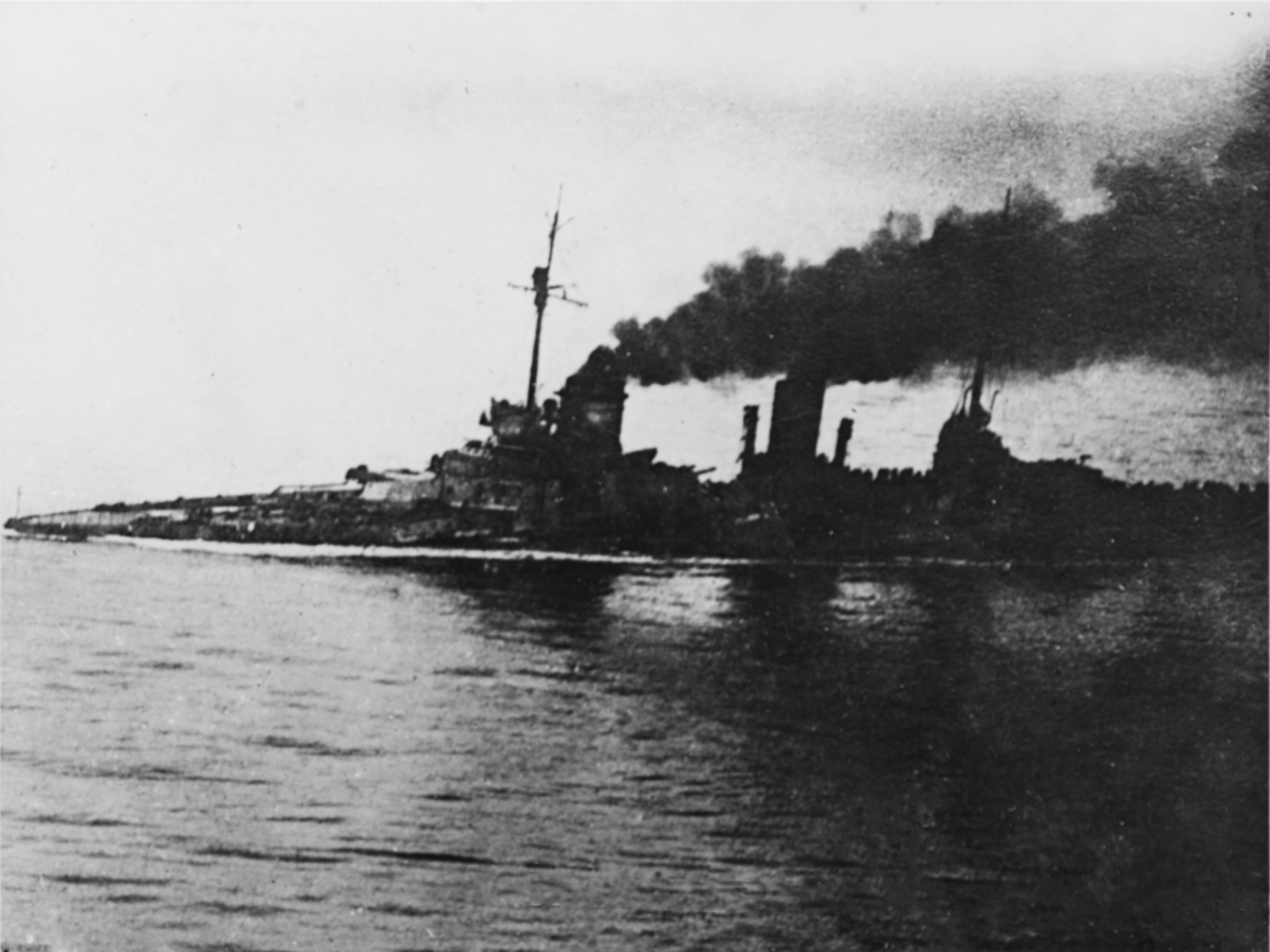
El Seydlitz retorna a Alemania seriamente dañado tras la batalla de Jutlandia.

Sobre las 22:15 Hipper fue capaz finalmente de trasladarse al Moltke y ordenó a sus buques navegar a 20 nudos para alcanzar su puesto a la cabeza de las líneas alemanas. Sin embargo, solo el Moltke y el Seydlitz estaban en condiciones de cumplir, pues el Derfflinger y el Von der Tann no podían avanzar a más de 18 nudos, y quedaron atrás. Un ataque de cruceros ligeros británicos causó el caos en las líneas germanas e hizo perder de vista el Moltke del Seydlitz, que ya no pudo seguir la velocidad de 22 nudos por él impuesta y se separó para volver en solitario a Horns Reef. Los barcos de Hipper no pudieron ver más combate en el retorno a aguas alemanas. A las 03:55 Hipper informó a Scheer que tanto el Derfflinger como el Von der Tann solo tenían dos cañones operativos, y que el Seydlitz había resultado gravemente dañado, a lo que Scheer le respondió que debía volver a Wilhelmshaven mientras la flota permanecía fuera de Horns Reef.
Por su actuación en esta batalla Franz von Hipper recibió el más alto honor concedido en Alemania, la medalla Pour le Mérite, que le entregó el Káiser en persona el 5 de junio. También recibió la Cruz de Comendador de la Real Orden Militar Bávara de Max Joseph, que llevaba consigo el ascenso a la nobleza y el título Ritter von (Caballero de). Asimismo, fue honrado con varios premios más, incluidos la Real Orden Sajona, la Orden de Alberto y las Tres Cruces Hanseáticas de Lübeck, Bremen y Hamburgo.

#### Comando de la Flota de Alta Mar
El resto de 1916 y 1917 fue bastante desafortunado para Franz von Hipper. Se puso al mando de un destacamento de la Flota de Alta Mar compuesto por dos cruceros de batalla, once acorazados, cuatro cruceros ligeros y doce buques torpederos, enviados a Dinamarca para recuperar dos submarinos U-Boot hundidos en noviembre de 1916. Uno fue devuelto a Alemania, pero el otro debió ser echado al fondo del mar para evitar su captura por el enemigo. En la vuelta a Alemania, los navíos SMS Kronprinz y Großer Kurfürst fueron torpedeados por submarinos británicos, y un año después tuvo lugar una breve escaramuza entre buques insignia germanos e ingleses en la Bahía de Heligoland.
El 12 de agosto de 1918 Hipper fue ascendido a comandante de la Flota de Alta Mar en sustitución de Reinhard Scheer, que había sido nombrado Jefe del Estado Mayor Naval. Al mismo tiempo, fue nombrado Almirante y tomó el control provisional de la flota en un acto celebrado en el viejo acorazado SMS Kaiser Wilhelm II. Sin embargo, para entonces la guerra estaba casi perdida por parte de las Potencias Centrales.
En octubre, Hipper y Scheer previeron un último movimiento contra la Gran Flota británica. La idea de Scheer era infligir el máximo daño posible a los ingleses, sin reparar en las pérdidas que sufriría la Flota de Alta Mar, y así colocar a Alemania en una posición más fuerte de cara a la negociación. Mientras eso era planeado, Hipper escribió: «En cuanto a una batalla por el honor de la flota en esta guerra, incluso si fuera una lucha a muerte, sería la base para una nueva Flota Alemana… Una flota que estaría fuera de la cuestión en caso de una paz deshonrosa». El plan incluía dos ataques simultáneos por parte de cruceros ligeros y destructores, uno en Flandes y el otro contra la navegación en el estuario del río Támesis. Los cinco cruceros de batalla darían apoyo al ataque en el Támesis y los dreadnoughts se mantendrían fuera de Flandes. Tras estas dos acciones, la flota se concentraría frente a la costa neerlandesa para plantar batalla a la Gran Flota británica.

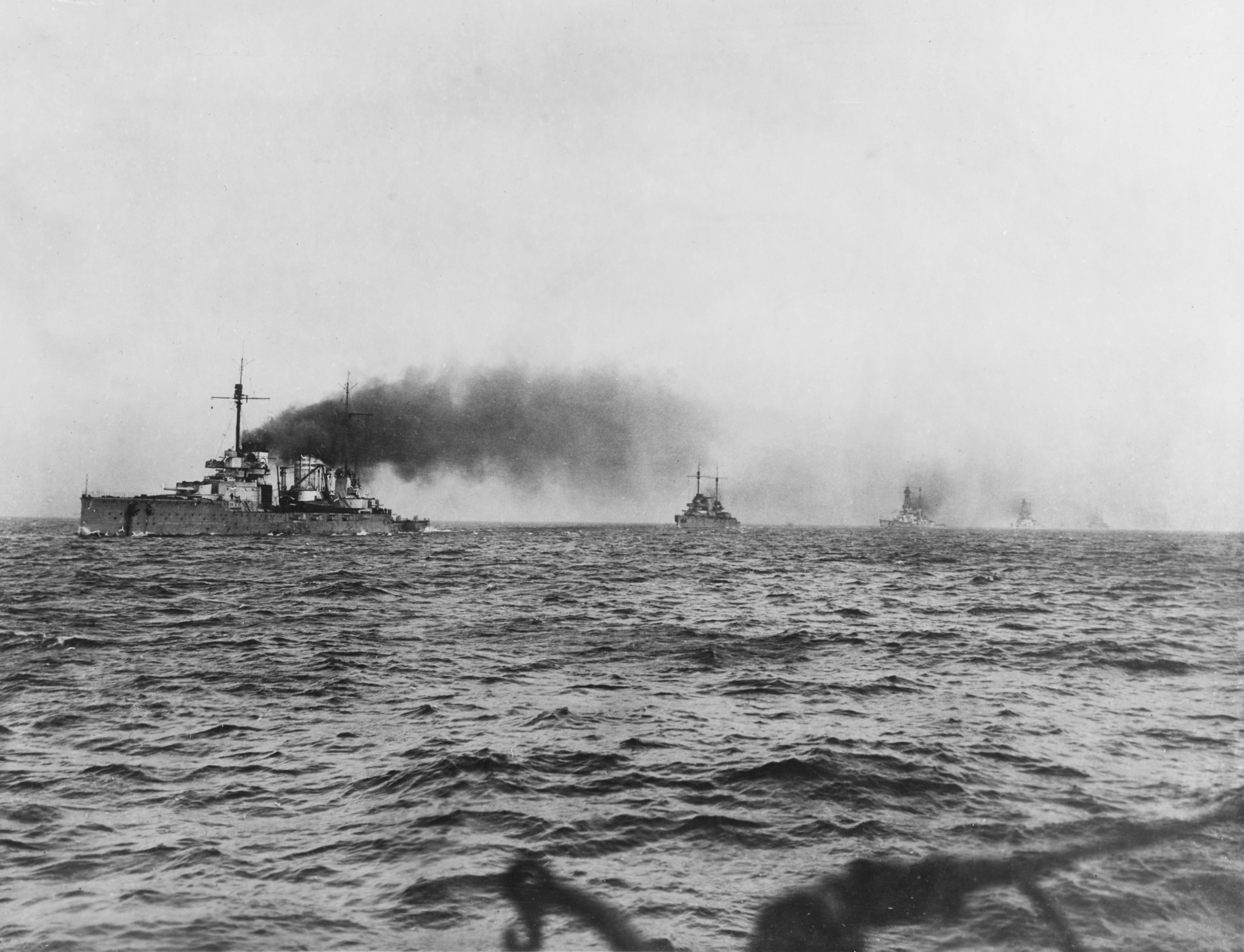
Cruceros de batalla alemanes navegando a Scapa Flow, en las Islas Orcadas, tras finalizar la Primera Guerra Mundial. Allí serían hundidos por sus propias tripulaciones para evitar servir como botín de guerra a Gran Bretaña.

Mientras la flota se concentraba en Wilhelmshaven surgió un serio problema: los marineros, cansados de una guerra larga y brutal que estaba perdida, comenzaron a desertar en masa. Por ejemplo, aprovechando la estancia en puerto del Von der Tann y el Derfflinger, trescientos tripulantes de ambos buques saltaron por la borda y se fueron. El 24 de octubre de 1918 se dio la orden de soltar amarras del puerto de Wilhelmshaven, pero la noche del 29 los marineros de varios buques se amotinaron: tres barcos del 3.º Escuadrón se negaron a levar anclas y en los acorazados SMS Thüringen y SMS Helgoland se produjeron actos de sabotaje. Vista la rebelión, la orden de partir fue anulada y la operación contra los británicos cancelada. Además, en un intento por sofocar el motín, los escuadrones de la Flota de Alta Mar se dispersaron. La situación se había deteriorado tanto que el propio Hipper arrió su bandera del acorazado SMS Baden y echó pie a tierra.
De acuerdo con los términos del armisticio, los cinco cruceros de batalla de Alemania y dos de sus tres escuadrones, junto con numerosos cruceros ligeros y sus más modernos torpederos, fueron internados en el puerto británico de Scapa Flow. La flota fue puesta bajo mando del almirante Ludwig von Reuter y enviada a reunirse con la Flota Aliada. Hipper, al ver desde la costa la partida de la flota alemana rumbo a Scapa Flow el 21 de noviembre de 1918, escribiría:

Mi corazón se está rompiendo con esto, mi tiempo como comandante de la flota ha llegado a un fin sin gloria. El resto de asuntos sobre desmovilización, desarme y negociaciones con los consejos de soldados pueden ser manejados por mi jefe de personal, yo no tengo nada más que hacer. Voy a seguir en el comando por poco tiempo, por lo demás, estoy muerto de cansancio.

Menos de dos semanas después, el 2 de diciembre, el almirante Hipper presentó su solicitud para ser colocado en la lista de inactivos. Se retiró el 13 de diciembre con una pensión completa, a la edad de 55 y tras 37 años de servicio activo en la Armada Imperial. Por su parte, el 21 de junio de 1919 la Marina Imperial alemana internada en Scapa Flow fue hundida por su propia tripulación.

## Después de la guerra
Tras la derrota alemana en la Primera Guerra Mundial y su retiro de la marina el 13 de diciembre de 1918, Franz von Hipper vivió tranquilamente, pues recibió una pensión de guerra completa. Durante el caos de la Revolución de Noviembre de 1918 en Alemania, Hipper hubo de esconderse de los radicales revolucionarios bajo un nombre falso y mudarse de vivienda en varias ocasiones. En una carta que escribió a Adolf von Trotha, nuevo comandante de la marina alemana, le expresó su aprobación por el hundimiento de la flota germana en Scapa Flow. Tras finalizar la revolución, Hipper se trasladó a una casa en Altona, cerca de Hamburgo. A diferencia de Reinhard Scheer, Hipper no escribió un libro de memorias sobre la guerra o su participación en la Armada Imperial. Hizo breves incursiones en los movimientos políticos conservadores de los años 1920, pero nunca se comprometió con ninguno.
Franz von Hipper murió el 25 de mayo de 1932. Fue incinerado y enterrado en su localidad natal de Weilheim, de acuerdo con sus deseos. Al enterarse de la muerte de Hipper, David Beatty dijo: «Lo siento mucho. Me gustaría expresar mi pésame por la desaparición de un oficial valiente y de un gran navegante». En 1937 la Marina Alemana del Tercer Reich, la Kriegsmarine, botó el crucero pesado Admiral Hipper, uno de los mejores que surcaron los mares durante la Segunda Guerra Mundial, en memoria del desaparecido almirante. De igual modo, la fragata HMS Actaeon de clase Black Swan transferida a la Bundesmarine por la Royal Navy en 1958, fue renombrada Hipper (F-214) en honor al Almirante.